# Wolkenfrei
無雲樂隊（德語：Wolkenfrei）是德國的一個樂團，因為成員們紛紛退出，使得樂團由凡妮莎·梅獨自扛下，並由凡妮莎·梅的名義繼續。